# Cerastis violetta
Cerastis violetta là một loài bướm đêm trong họ Noctuidae.